# Mezena
Mezena é o mastro mais próximo da ré de um navio, nas embarcações de três mastros de velas latinas.   À vela latina que se encontra nesse mastro, por sinal a vela de maior dimensão do mastro da ré ou da popa, também se chama «mezena».

## Etimologia
O substantivo «mezena» provém do italiano mezzena, expressão que originalmente remetia para a «vela do meio», mas que presentemente remete para o mastro da ré/popa de uma embarcação de dois ou três mastros.
Por seu turno, este termo relaciona-se com o étimo italiano mezzo, que por seu turno advém do latim mĕdĭus, que quer dizer «médio ou meio».

## Mastro da mezena
A mezena, por vezes também chamada «mastro da mezena» ou «artimão» (grafia alternativa artemão), corresponde ao mastro-real situado mais próximo da ré ou popa de um navio com três mastros. 
|  |  |  |  |  |  |  |  |

## Velas de mezena
A vela de mezena, é vela latina ou quadrangular que se encontra no mastro de mezena, pautando-se por ser a vela de maiores dimensões desse mastro e por se situar na posição inferior.
As mezenas de tempo ou mezenas de capa, por seu turno, inserem-se na categoria das vela de mau tempo ou simplesmente «de tempo». São velas de menores dimensões e de tecido mais grosso e resistente, capaz de suportar as intempéries.  As mezenas de tempo são envergada em substituição da vela de mezena, quando há vento forte ou mau tempo. 